# 青井岳温泉
青井岳温泉（あおいだけおんせん）は、宮崎県都城市山之口町にある温泉。かつての施設の名称は「青井岳荘」だった。

## 概要
当温泉は鰐塚山地に位置する「青井岳自然公園」内の青井岳荘で湧出している。
ぬるぬるとしたとろみのある泉質が特徴で、施設公式サイトではとろみの湯100選にも選ばれたとしている。また「九州八十八湯めぐり」の対象施設にもなっている。
施設は、元々1971年（昭和46年）4月に旧山之口町営の施設として設置された『国民宿舎青井岳荘』。1989年（平成元年）10月と2003年（平成15年）に改築。国民宿舎としては閉業した後は『山之口町総合交流活性化センター』、旧山之口町が都城市と合併した後は『山之口総合交流活性化センター』の名称にて営業を継続。2013年（平成25年）6月には開業10周年を迎え、記念イベントが行われた。2023年（令和5年）4月1日からは『ヤマブルー株式会社』に施設が譲渡され、名称を『青井岳温泉』に改めた。
周辺には、宮崎市 - 都城市間の主要道路である国道269号が通っており、日豊本線・青井岳駅から徒歩10分の位置にある。
2025年6月16日より改装工事のため休館中で、同年11月より再開となる予定。

## 泉質
- ナトリウム－炭酸水素塩・塩化物泉
- 泉温：37.3℃
- pH値：7.5
- 効能：神経痛、筋肉痛、関節痛、五十肩、慢性消化器病、 痔疾、冷え性、きりきず、やけど、慢性皮膚病、 慢性婦人病など。

## アクセス
- 鉄道：日豊本線・青井岳駅から徒歩約10分。なお、朝7時台以前、および夜19時台以降に同駅を通る普通列車は停車しない。
- バス：
  - 宮崎市方面 - 宮交バス「青井岳温泉」バス停下車すぐ。ただし2025年4月現在宮崎市内中心部からの直通運行はなく、宮崎駅または宮交シティから551番清武・田野-七野行きで宮崎市田野町の七野バス停まで行き、同バス停から青井岳温泉行きに乗り換え。七野と青井岳温泉との間は1日4往復運行。
  - 都城方面 - かつては宮交バスが西都城駅前〜青井岳温泉路線を運行していたが、2021年10月1日から五反田〜青井岳温泉区間が廃止されたことにより直通路線はなくなった[4]。代わりに乗合タクシーが都城市内北東部から（火金）と南部から（月水）それぞれ週2日1日2便運行されている（要予約）[5][6]。
- 自動車：宮崎自動車道・田野ICから宮崎県道28号日南高岡線、国道269号を経由で約15分。または、都城駅前から国道269号を経由で約35分。山之口駅から国道269号を経由で約15分。